# مهاجم زیم: ورود به فلورپوس
مهاجم زیم: ورود به فلورپوس (به انگلیسی: Invader Zim: Enter the Florpus) یک فیلم پویانمایی کمدی علمی-تخیلی آمریکایی محصول سال ۲۰۱۹ می‌باشد که بر پایهٔ سریال تلویزیونی مهاجم زیم، که خالقش جونن واسکز است، ساخته شده. این فیلم به‌عنوان دنبالهٔ مهاجم زیم، که بین سال‌های ۲۰۰۱ تا ۲۰۰۲ در نیکلودئون و در سال ۲۰۰۶ از شبکه نیکتونز پخش می‌شد ساخته شده‌است و به کارگردانی هه-یانگ جونگ، یانگ کیون پارک، و نویسندگی واسکز می‌باشد. در فیلم زیم متوجه می‌شود که رهبران توانای وی هرگز قصد ورود به زمین را نداشته‌اند و برای اولین بار در زندگی اعتماد به نفسش را از دست می‌دهد، که این فرصت طلائی‌ای بوده که نمسیس انسانی‌اش، دیب، منتظرش بوده.